# Малюр синьоголовий
Малюр синьоголовий (Malurus amabilis) — вид горобцеподібних птахів з родини малюрових (Maluridae).

## Поширення
Ендемік Австралії. Вид поширений на північному сході на півночі штату Квінсленд. Місця існування — субтропічні і тропічні ліси.

## Опис
Уперше цей птах бул описаний орнітологом Джоном Гульдом у 1852 році за колекцією, зібраною капітаном Оуен Стенлі в Кейп-Йорку. Видовий епітет ămābǐlis у перекладі означає «милий». Це один з 12 видів роду Malurus, знайдених в Австралії та Новій Гвінеї.
Як і в інших представників цього роду, у нього наявний статевий диморфізм. У самців помітніше оперення з блискучими райдужними синіми та каштановими відтінками на загальному чорно-сіро-коричневому кольорі. Крила чорні.